# Amtsgericht Bad Aibling

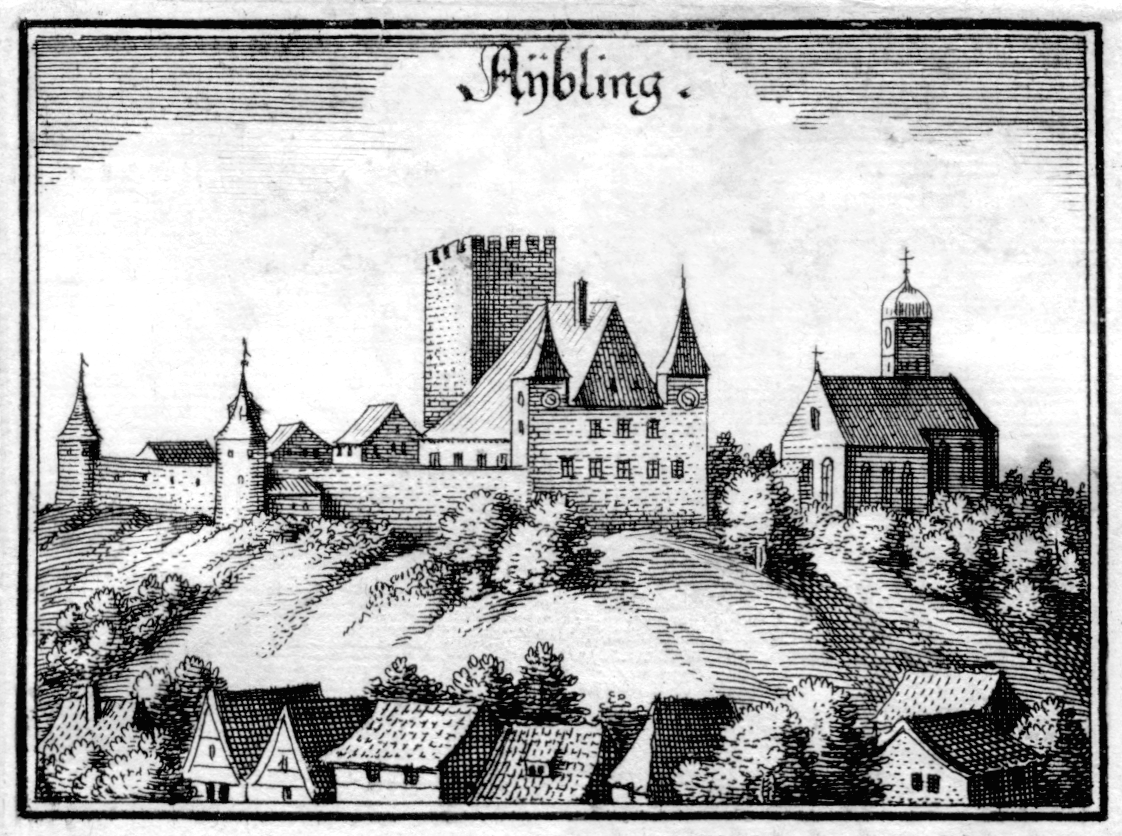
Schloss Aibling nach einem Stich von Matthäus Merian (1644)

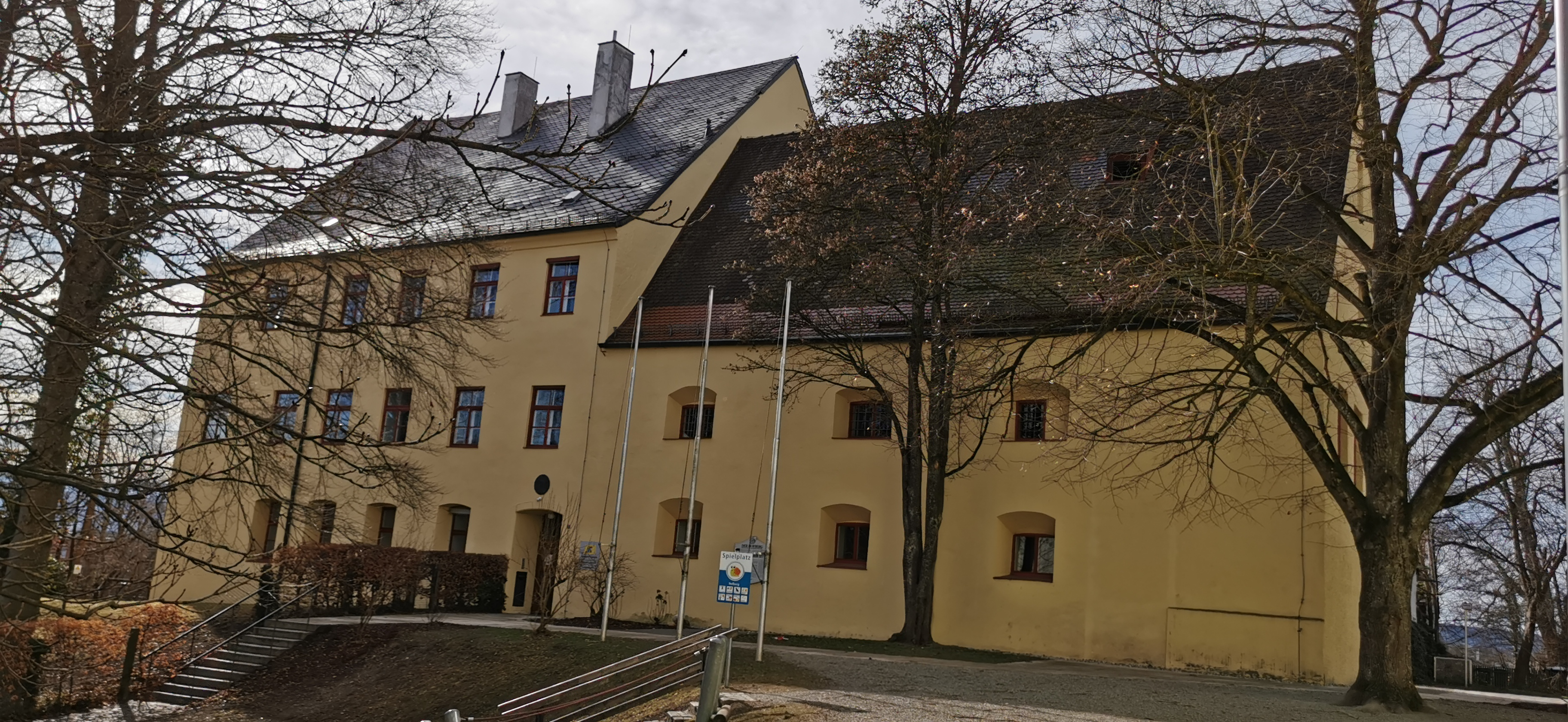
Ehemaliges Amtsgericht in Bad Aibling

Das Amtsgericht Bad Aibling war ein von 1879 bis 2013 bestehendes Amtsgericht mit Sitz in Bad Aibling, das in dem Schloss Aibling eingerichtet wurde. Zuletzt war es Zweigstelle des Amtsgerichts Rosenheim. Die Anlage ist unter der Aktennummer D-1-87-117-24 als denkmalgeschütztes Baudenkmal von Bad Aibling verzeichnet. Ebenso wird sie als Bodendenkmal unter der Aktennummer D-1-8138-0131 im Bayernatlas als „Siedlung vorgeschichtlicher Zeitstellung, u. a. des Jungneolithikums und der späten Hallstattzeit sowie untertägige mittelalterliche und frühneuzeitliche Befunde im Bereich von Schloss Aibling und seiner Vorgängerbauten“ geführt.

## Geschichte

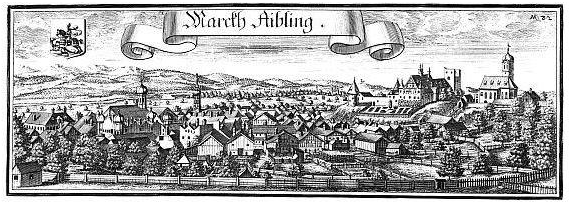
Ansicht von Markt Aibling nach einem Stich von Michael Wening (1726)

Urkundlich wurde 804 hier eine fränkische Königspfalz bei einem Aiblinger Gerichtstag erwähnt. Zur Zeit der Falkensteiner Grafen war hier Sitz einer Vogtei, die von den Wittelsbachern um 1250/60 übernommen wurde. Eine Zeichnung von Merian von 1644 zeigt den spätmittelalterlichen Bau noch mit einem wuchtigen Wehrturm im Hintergrund und mit den Mauern und Türmen der äußeren Befestigung. Das ursprünglich nur zweistöckige Schloss besaß Ecktürmchen, die dem Umbau 1740 zum Opfer fielen. Seit 1838 ist das ehemalige Schloss Sitz des Amtsgerichts Aibling.  Die als Eigenkirche der Salzburger Bischöfe erbaute Hofkapelle ist 927 bezeugt.
Anlässlich der Einführung des Gerichtsverfassungsgesetzes am 1. Oktober 1879 kam es zur Errichtung eines Amtsgerichts in Aibling, dessen Sprengel im Verhältnis zum vorhergehenden Landgerichtsbezirk Aibling, der bereits von 1803 bis 1807 bestand und 1838 wiedererrichtet worden war, unverändert blieb. Aufgrund der Gebietsreform in Bayern wurde das Amtsgericht Bad Aibling am 1. Juli 1973 dem Amtsgericht Rosenheim als Zweigstelle angegliedert. Am 1. Juni 2013 wurde die Zweigstelle Bad Aibling offiziell aufgelöst.

## Gebäude

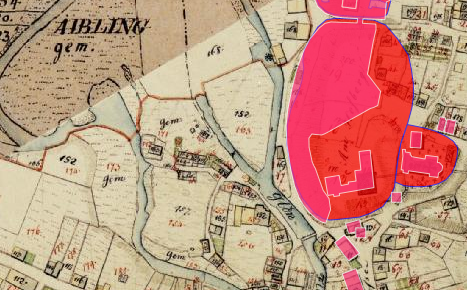
Lageplan von Schloss Aibling auf dem Urkataster von Bayern

Das Gericht befand sich am Hofberg 6. Der westliche Anbau der ehemaligen Burg wurde von 1898 bis 1935 auch als Rentamt genutzt. Das Ensemble umfasst zwei große zusammengeschlossene dreigeschossige Putzbauten mit Satteldächern, im Nordteil mittelalterlich, der Südteil im Giebel ist bezeichnet mit „1742“, der Westtrakt stammt wohl aus dem 19. Jahrhundert.